# Уминьтхыонг
Уминьтхыонг — национальный парк на юге Вьетнама.

## Физико-географическая характеристика
Национальный парк расположен в дельте Меконга, в округах Анминь и Виньтхуан провинции Кьензянг, в 60 км к югу от Ратьзя и 365 км к юго-западу от Хошимина.
Площадь парка составляет 211,07 км² имеет трапециевидную форму, из которых 80,38 км² представляет ядро парка, а 130,69 км² — буферную зону. Ядро национального парка окружено системой каналов и плотин со множеством ворот для поддержания уровня воды.
Национальный парк входит в ядро резервата Кьензянг, созданного в 2006 году.

## Флора и фауна
На территории парка произрастает более 155 видов растений(по другим данным — 226, 240, или 243), из них 52 вида относятся к лесной экосистеме, 49 видов — к полям, 34 — берегам рек, а 66 — водные виды. Наиболее распространённым является Melaleuca cajuputi. Леса Melaleuca, в силу фильтрации и сохранения подземных вод в сезон засухи, предотвращают усиление кислотности и имеют большое значение для сохранения качества воды и почвы в буферной зоне парка. В Уминьтхыонг произрастает редкий для юго-восточной Азии Lemna tenera.
На территории парка обитает 32 вида млекопитающих, 186 видов птиц, 39 видов амфибий и рептилий и 34 вида рыб. В Красную книгу Вьетнама внесены суматранская выдра (Lutra sumatrana), яванский ящер (Manis javanicus), кошка-рыболов (Prionailurus viverrinus). Кроме того, в парке были отмечены макак-крабоед (Macaca fascicularis), малайская черепаха (Malayemys subtrijuga), храмовая черепаха (Hiermemys annandalii). До пожара 2002 года на территории парка гнездилась крупнейшая в дельте Меконга колония водоплавающих птиц. В настоящее время представлены следующие редкие виды птиц: серый пеликан (Pelecanus philippensis), индийский клювач (Mycteria leucocephala), яванский марабу (Leptoptilos javanicus). Кроме того, в парке обитают каравайка (Plegadis falcinellus), рыжая цапля (Ardea purpurea), большая белая цапля (Ardea alba), яванский баклан (Microcarbo niger), краснокрылый канюк (Butastur liventer), султанка (Porphyrio porphyrio), индийская якана (Metopidius indicus), восточная тиркушка (Glareola maldivarum), изумрудная бронзовая кукушка (Chrysococcyx maculatus), белобровый древесный личинкоед (Tephrodornis pondicerianus), садовый сорокопутовый личинкоед (Coracina polioptera), карликовый длиннохвостый личинкоед (Pericrocotus cinnamomeus), чёрная ракетохвостая лесная сорока (Crypsirina temia), Mirafra erythrocephala, настоящий бюльбюль Блэнфорда (Pycnonotus blanfordi), сероголовый скворец (Sturnus malabaricus), южнокитайский малый скворец (Sturnus sinensis), черношейный скворец (Sturnus nigricollis), камбоджийский скворец (Sturnus burmannicus), желтобрюхий воробей (Passer flaveolus).

## Взаимодействие с человеком
Во время первой и второй индокитайских войн, на территории парка располагались военные базы сопротивления. Кроме того, часть археологических объектов относят к цивилизации Oc Eo.
Одноимённый заповедник был образован в 1993 году и включал территорию, которая сейчас является ядром парка. В том же году была образована буферная зона, в которую по специальной программе было переселено около 20 тысяч человек. Заповедник получил статус национального парка в 2002 году. Основными туристическими маршрутами на территории парка являются bird sanctuary и Mang Doi, кроме того в распоряжении туристов система кафетериев с местной пищей. Близкое расположение к Ратьзя делает парк особенно привлекательным для экотуризма.